# Ибн Рушд
Абу́-ль-Вали́д Муха́ммад ибн А́хмад аль-Куртуби, известен как Ибн Рушд (араб. ابن رشد‎; 1126, Кордова — 10 декабря 1198, Марракеш) — андалусский математик, астроном и философ. В Западной Европе известен под латинизированным именем Аверро́эс (лат. Averroës, или Avenrois).
Автор трудов по логике, аристотелевской и исламской философии, богословию, религиозному праву маликитского мазхаба, географии, математике, физике, астрономии, небесной механике, медицине, психологии и политике. Перипатетик, видный представитель восточного аристотелизма, основоположник аверроизма; переводы его трудов на латынь способствовали популяризации Аристотеля в Европе.

## Биография
Его полное имя: Абу-ль-Валид Мухаммад ибн Ахмад ибн Мухаммад ибн Ахмад ибн Ахмад ибн Рушд аль-Куртуби аль-Андалуси. Родился в знатной религиозной семье. Его дед, которого также звали Ибн Рушд, был влиятельным правоведом (факихом), судьёй (кади) и имамом главной мечети в Кордове. Чтобы не путать со знаменитым дедом, арабские авторы давали Ибн Рушду прозвище аль-Хафид (араб. الحفيد‎ — «внук»), а деду аль-Джад (араб. الجدّ‎ — «дед»). Отец Ибн Рушда был главным судьёй и муфтием в альморавидской Кордове.
Ибн Рушд обучался у крупнейших учёных своего века и был в дружеских отношениях со знаменитым суфийским мыслителем Ибн Араби и известными учёными Ибн Туфайлем и Ибн Зухром. При альмохадском султане Юсуфе (1163—1184) достиг высших почётных должностей и жил то в Марокко, то в Севилье или Кордове. При его наследнике Аль-Мансуре Ибн Рушд как придворный лекарь и друг халифа находился вначале в большой милости. Однако затем его строго рационалистические воззрения стали входить в противоречие с более ортодоксальными взглядами султана; в итоге, Ибн Рушд был обвинён завистниками в несоблюдении учения Корана и, попав в немилость, был смещён с должностей и жил в изгнании близ Кордовы, а его произведения были сожжены. Историк исламской философии Маджид Фахри писал, что свою роль в этом сыграло общественное давление со стороны традиционалистских юристов маликитского мазхаба, которые были против Аверроэса. Через несколько лет, когда сам султан стал заниматься и интересоваться философией, Ибн Рушд в 1197 году был опять призван ко двору в Марракеш (Марокко) и осыпан доказательствами благосклонности, но вскоре после этого он умер в 1198 году в Марокко. Его тело было отправлено в Кордову, где и было предано земле.

## Научная деятельность

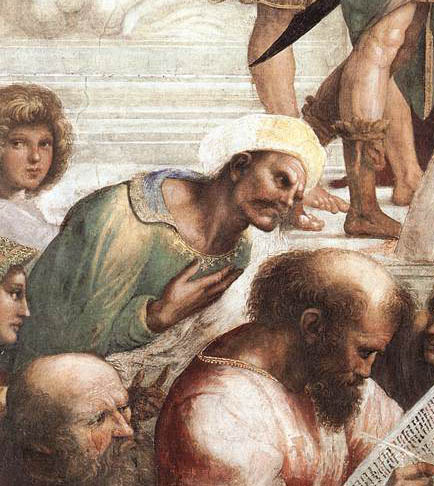
Аверроэс на фреске «Афинская школа» Рафаэля

Ибн Рушд перевёл с сирийского и прокомментировал ряд сочинений Аристотеля (отсюда его поименование в философии средневековья и Возрождения — «Комментатор»). Одно из его основных философских сочинений это «Непоследовательность непоследовательности» (или «Опровержение опровержения») (араб. تهافت التهافت‎), в котором он отстаивает аристотельянство, полемизируя с аль-Газали и его работой «Непоследовательность философов» (араб. تهافت الفلاسفة‎).
Его причисляют к представителям восточного перипатетизма, замечая, что он был сторонником наиболее аутентичного аристотельянства, очищенного от примесей неоплатонического учения о эманации. В работах Ибн Рушда заметно влияние александрийских комментариев Аммония, Фемистия и др. В спорах с Аль-Газали он выступал как рационалистический защитник философии.
Комментируя Аристотеля, Ибн Рушд использовал понятия арабской философии, придающей большое значение промежуточному состоянию интеллекта человека между восприятием и логическим осмыслением — когитации (лат. cogitatio, араб. فكر‎, фикр), которая, согласно Ибн Рушду, обеспечивает переход из чувств в память и возвращает ощущения.
В западноевропейской средневековой философии существовало направление, сторонники которого продолжили начатую Ибн Рушдом интерпретацию учения Аристотеля. Направление получило название аверроизма и имело принципиальные отличия от традиционной латинизированной европейской мысли и христианского вероучения. Положенное в основу учение Ибн Рушда о понятии интеллекта как не принадлежащей человеку субстанции, но единой и вечной для всего человечества, получило развитие в разработанной аверроистами концепции «двойственной истины», обосновывавшей независимость истин разума от истин религии..
Полагают, что Ибн Рушд написал около 50—80 крупных сочинений. Большая часть этих рукописей была утеряна, но его труды сохранились благодаря переводам на латинский и еврейский языки.
Он написал также книгу по медицине «Куллийят» (араб. الكليات‎ — «система», лат. Colliget), которая была переведена на латинский язык и несколько раз перепечатывалась. Многие его произведения переведены также на иврит; первым его начал переводить провансалец Анатолио (XIII век), тем самым открывший новый этап в истории изучения аристотелевской философии.

## Память

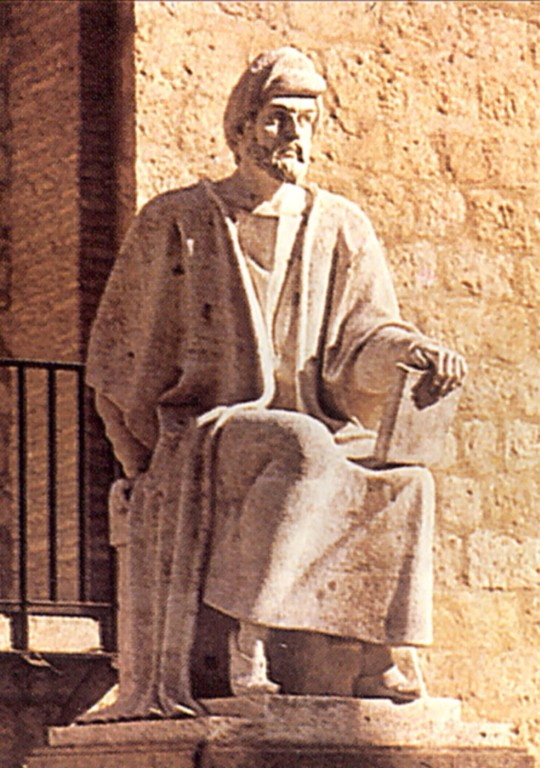
Памятник Аверроэсу в Кордове

- В 1976 г. Международный астрономический союз присвоил имя Ибн Рушда кратеру на видимой стороне Луны[14].
- В 1998 г. создан фонд его имени и учреждена ежегодная международная премия Ибн Рушда за активную борьбу за демократию и свободу мысли в исламском мире.
- Об Ибн Рушде рассказывает фильм Юсефа Шахина «Судьба» («Al Massir», 1997)[15].

## Публикация сочинений в русском переводе
- Ибн-Рушд. Опровержение опровержения (фрагменты) / Пер. А. И. Рубина и А. В. Сагадеева //Избранные произведения мыслителей стран Ближнего и Среднего Востока IX—XIV вв. М., 1961. С. 399—554.
- Ибн Рушд. Рассуждение, выносящее решение относительно связи между религией и философией // Сагадеев А. В. Ибн Рушд. М., 1973. 
Др. изд.: Рассуждение, выносящее решение относительно связи между религией и философией // Религия в изменяющемся мире. М.: Изд-во РУДН, 1994. — (Философская мысль континентов).
- Аверроэс (Ибн Рушд). Опровержение опровержения. / Пер. С. И. Еремеев. Киев: УЦИММ - Пресс; СПб.: Алетейя, 1999.- 688 с.

## Литература

Colliget